# Cerkiew Zmartwychwstania Pańskiego w Kargopolu
Cerkiew Zmartwychwstania Pańskiego – prawosławna cerkiew w Kargopolu, w eparchii archangielskiej Rosyjskiego Kościoła Prawosławnego.
Budynek został wzniesiony w XVII w. w stylu naśladującym budownictwo cerkiewne Moskwy, zwłaszcza obiekty sakralne w obrębie Kremla (podobnie jak dwie inne cerkwie w Kargopolu: sobór Narodzenia Pańskiego oraz cerkiew Zwiastowania). Obiekt wzniesiony jest z białego kamienia, na planie prostokąta. Jego fasadę i ściany boczne przetykają półkolumny, dzieląc elewację północną i południową na cztery części, zaś zachodnią i wschodnią – na trzy. Cerkiew wieńczy pięć cebulastych kopuł (największą jest centralna) z krzyżami, usytuowanych na kolistych bębnach, w których znajdują się półkoliste okna oraz blendy. Fasady cerkwi są zdobione bogatą dekoracją rzeźbiarską wykonaną przez miejscowych mistrzów. Elewacja zachodnia zamknięta jest trzema apsydami.